# ヒツジグサ
ヒツジグサ（未草、学名: Nymphaea tetragona）は、スイレン科スイレン属に属する多年生の水草の1種である。水底に根を張った地下茎から長い葉柄を伸ばし、水面に円形の葉を浮かべる (図1)。花期は6月から9月、長い花柄の先についた1個の花が水面上で咲く (図1)。花の大きさは直径3–7センチメートル (cm)、萼片が4枚、多数の白い花弁と黄色い雄しべがらせん状についている。
ヒツジグサの名の由来は、未の刻 (午後2時) 頃に花が咲くためとされることが多いが、この頃に花が閉じ始めるためともされる。中国名は睡蓮または子午蓮であるが、日本語での睡蓮 (スイレン) はスイレン属の総称として用いられる。

## 特徴
ヒツジグサは多年生の浮葉植物 (水底に根を張り、葉を水面に浮かべる植物) である。地下茎は太く短い塊状で直立し、無分枝、ここから葉が生じる。地下茎で栄養繁殖することはない。沈水葉 (葉身が水中にある葉) の葉身は矢じり形から楕円形、長さ15センチメートル (cm) 以下であり、薄い。浮水葉の葉柄は長く、葉身が水面に浮かぶ。浮水葉の葉身は卵円形から楕円形、8–19 × 5–12 cm、基部は深く切れ込み (切れ込みの幅はさまざま)、全体は無毛、裏面は赤紫色を帯びる (上図1、下図2a, b)。
花期は6–9月、地下茎から長い花柄を生じ、水面上で直径 3–7 cm の花が単生する (上図2a, c)。萼片は4枚、長さ 2–3.5 cm、外側 (背軸側) は緑色、内側 (向軸側) は緑白色、宿存性で果時にも残る (上図2c)。萼片基部の花托は上から見て正方形。花弁は8–17枚、長さ 2–2.5 cm、白色、らせん状につく (上図2c)。雄蕊 (雄しべ) は多数、花弁から連続的にらせん状につき、外側の雄しべの花糸は扁平で花弁と中間的 (上図2c)。花の中央では多数の心皮が輪生し、合着して1個の雌蕊 (雌しべ) となり、柱頭盤には5–8条の柱頭が放射状に配列している。柱頭盤の外側には、偽柱頭とよばれる突起が存在する。花は2〜3日開閉を繰り返し、1日目は雌しべが成熟 (雌性期)、2日目に雄しべが成熟 (雄性期) する雌性先熟である。雄性期には偽柱頭が内曲し、柱頭盤を覆う。花後、花柄がらせん状に収縮して花は水中に没し、果実は水中で熟する。果実は漿果、直径 2–2.5 cm、熟すと果皮が崩壊し、種子を放出する。種子は仮種皮で覆われており、しばらく水面を浮遊するが、やがて水底に沈む。種子は卵形で長さ2–3.5ミリメートル (mm)、暗黄褐色、細点紋が縦列している。染色体数は 2n = 112。

## 分布・生態
北米北西部、ヨーロッパ東北部、シベリア、東アジア、インド北部にかけて分布し、海抜0メートル (m) の地域から標高 4,000 m の高地まで報告されている。日本では北海道から九州にかけて生育している。
中性から弱酸性、貧栄養から中栄養、または腐植栄養 (植物遺骸など有機物が蓄積している) のため池や湖沼、水路などに生育する。
コイやアメリカザリガニの食害に弱い。

## 保全状況評価
ヒツジグサは日本全体としては絶滅危惧等に指定されていないが、下記のように地域によっては絶滅危惧種に指定され、また既に絶滅した地域もある。また変種とされるエゾベニヒツジグサ (下記) は絶滅危惧II類に指定されている。絶滅・減少の要因としては、池沼の開発や水質の悪化等があげられる。以下は2020年現在の各都道府県におけるレッドデータブックの統一カテゴリ名での危急度を示している (※埼玉県・東京都では、季節や地域によって指定カテゴリが異なるが、下表では埼玉県は全県のカテゴリ、東京都では最も危惧度の高いカテゴリを示している)。
- 絶滅種: 埼玉県※、千葉県、東京都※、神奈川県
- 絶滅危惧I類: 茨城県、山梨県、静岡県、徳島県、愛媛県、熊本県、宮崎県
- 絶滅危惧II類: 栃木県、新潟県、富山県、京都府、奈良県、香川県、鹿児島県
- 準絶滅危惧種: 石川県、福井県、岐阜県、滋賀県、大阪府、和歌山県、鳥取県、島根県、大分県
- 情報不足: 高知県

## 人間との関わり
ヒツジグサは観賞用に栽培されることがある。一般的な観賞用スイレンにくらべると葉や花が小さく、花弁数が少ない。またヒツジグサをもとに、さまざまな園芸品種が作出されている (下図3)。

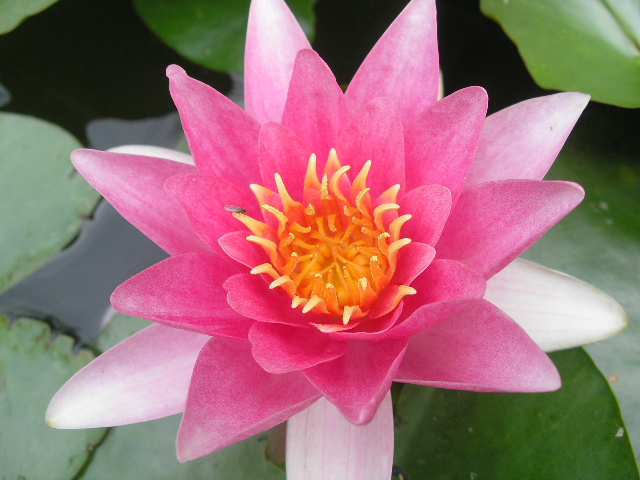
3. Nymphaea tetragona 'Joanne Pring'

地下茎や葉柄を食用とする地域もある。また花を生薬とし (生薬名は睡蓮)、暑気あたりや酒酔いに対して用いられる。

## 系統と分類
北日本へ行くほど葉や花弁が大きい傾向があり、また葉の基部の湾入が比較的浅いものはエゾノヒツジグサ (エゾヒツジグサ) として分けられることがあるが、変異は連続的で明確には分けられない。また北海道北部・東部には、柱頭とその周辺の雄しべが黒紫色で浮水葉がやや大きい (15–30 × 10–22 cm) ものがおり、変種エゾベニヒツジグサ (Nymphaea tetragona var. erythrostigmatica Koji Ito) とされる。
ヒツジグサは北半球に広く分布するが、葉や花の特徴に変異が大きい。北米やヨーロッパの個体は北緯40°以北の亜寒帯域に生育し、背軸側 (裏側) に隆起した葉脈をもつ薄い葉、明瞭に四角形の花托、花の中央部が紫色という特徴をもつ。このような特徴はロシア、韓国、北海道の個体にも見られる (上記のエゾベニヒツジグサに相当する)。一方、中国南部、日本（大部分）、ベトナムの個体は葉脈部が陥没した厚い葉、四角形があまり明瞭ではない花托、花の中央部が黄色いという特徴をもつ。北米やヨーロッパでは、このような個体は Nymphaea tetragona var. angusta とよばれ栽培されている。しかしこのような個体は、1805年に William Kerr によって中国広東省から送られたものに由来しており、Castalia pygmaea (= Nymphaea pygmaea) とされていたものに相当する。そのため、東アジア温帯域以南に生育するもの (北海道北東部を除く日本のヒツジグサを含む) は、Nymphaea pygmaea として分けるべきであることが示唆されている。また予備的な分子系統学的研究からも、カナダやフィンランドの"ヒツジグサ" (Nymphaea tetragona) と東アジアのヒツジグサ ("Nymphaea pygmaea") が系統的に区別できることが示唆されている。